# NGC 5937
NGC 5937 est une galaxie spirale intermédiaire située dans la constellation du Serpent. Sa vitesse par rapport au fond diffus cosmologique est de 2 966 ± 13 km/s, ce qui correspond à une distance de Hubble de 43,8 ± 3,1 Mpc (∼143 millions d'al). NGC 5937 a été découverte par l'astronome germano-britannique William Herschel en 1785.
La classe de luminosité de NGC 5937 est II et elle présente une large raie HI. Elle renferme également des régions d'hydrogène ionisé.     
À ce jour, huit mesures non basées sur le décalage vers le rouge (redshift) donnent une distance de 37,038 ± 4,187 Mpc (∼121 millions d'al), ce qui est à l'intérieur des valeurs de la distance de Hubble.